# متلازمة تولوزا - هنت
متلازمة تولوزا-هَنت (بالإنجليزي: Tolosa-Hunt syndrome) هو اضطراب نادر يتميز بصداع شديد من جانب واحد وشلل خارج المقلة. وعادة تصيب ثلاث إلى ست أعصاب قحفية وآلام على جانبي العين والجزء الخلفي منها إضافة إلى شلل في بعض عضلات العين (شلل العين) 
.

## الأسباب والأعراض
الأسباب غير معروفة ولكن يعتقد أن للالتهابات والاضطرابات خلف العين أي في الجيب الكهفي والشق الحجابي العلوي دور كبير في الإصابة بالمتلازمة.

### أعراضه
•	ألم حاد وشلل في عضلات حول العين 
•	شلل عضلات الوجه وتدلي في الجفن العلوي
•	الرؤية المزدوجة، حمى، تعب مزمن, دوار، ألم المفاصل
•	جحوظ العينين 
•	صداع نصفي
•	ورم قحفي بلعومي
•	ورم سحائي

## التشخيص
يتم تشخيص الإصابة بمتلازمة تولوزا – هنت بواسطة :
•	تحليل الدم الكامل وفحص وظائف الغدة الدرقية
•	رحلان الكهربائي البروتينات في المصل 
•	فحص السائل الدماغي النخاعي للتميز المتلازمة عن غيرها من الأمراض
•	التصوير بالرنين المغناطيسي للأوعية الدموية
•	تصوير الأوعية بتقنية الطرح الرقمي
• تصوير مقطعي محوسب
• أخذ خزعة من المريض

## العلاج
يستخدم كورتيزونل لتسكين وتخفيف الألم خلال 24-72 ساعة مع ملاحظة الحالة لضمان عدم حدوث انتكاس، كذلك مثبطات مناعة مثل ميثوتريكسيت والآزويثوبرين  للحد من الاستجابة المناعية
يستخدم العلاج فترة 7-10 أيام ثم تخفف الجرعة، وقد اقترح العلاج الإشعاعي.

## علم الأوبئة
متلازمة تولوزا هي غير شائعة في الولايات المتحدة ودولياً. في نيو زيلاندا هناك حالة واحدة مسجّلة. كلا الجنسين الذكور والإناث يتأثران بنفس القدر وعادةً ما يحدث ذلك في سن الستين.